# سليورد
سليورد (بالنرويجية: Seljord)‏ هي بلدية في مقاطعة تلمارك، النرويج. تعد جزءاً من منطقة غرب تلمارك التقليدية. المركز الإداري للبلدية هي قرية سليورد.

## معرض صور

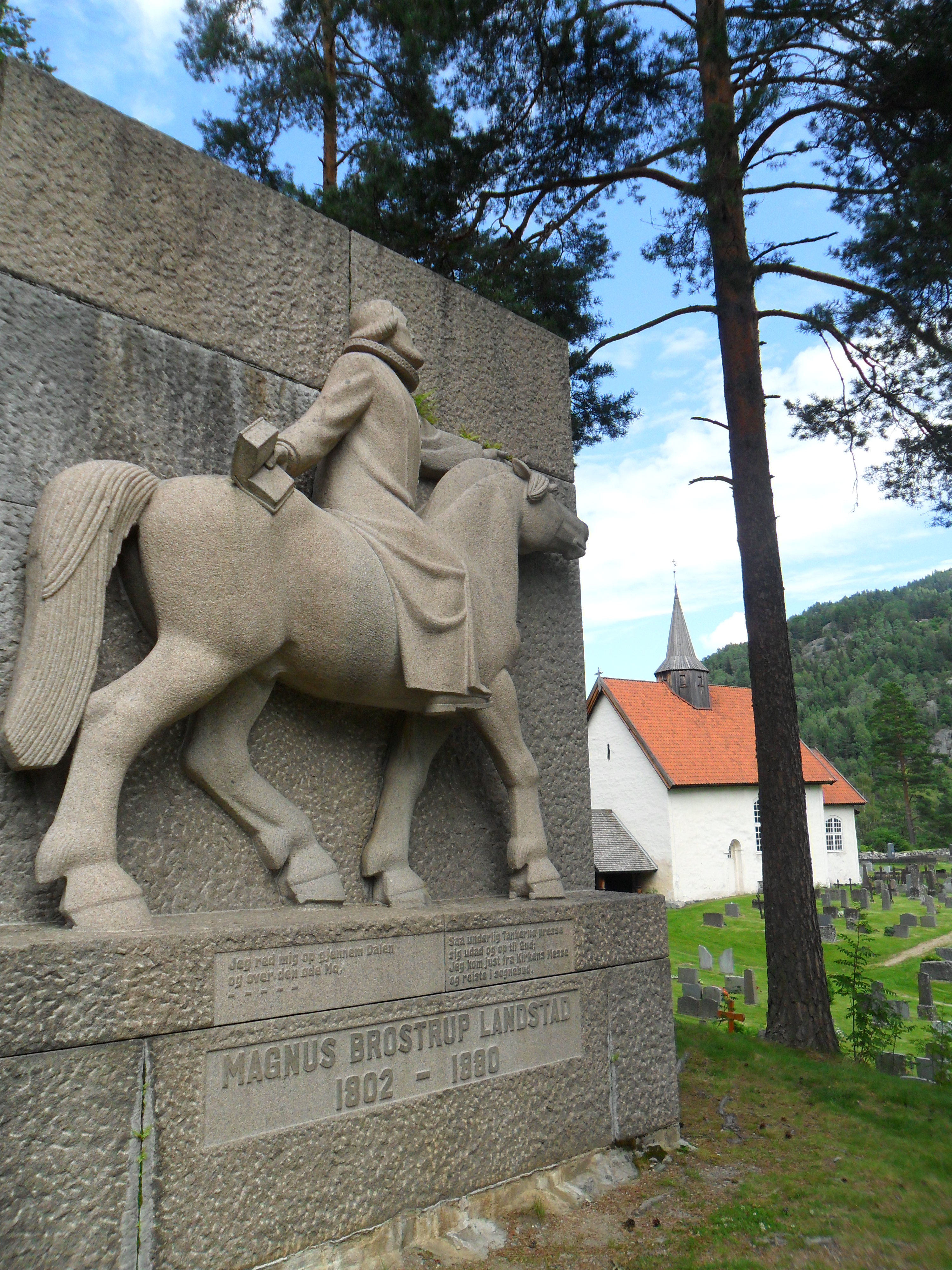
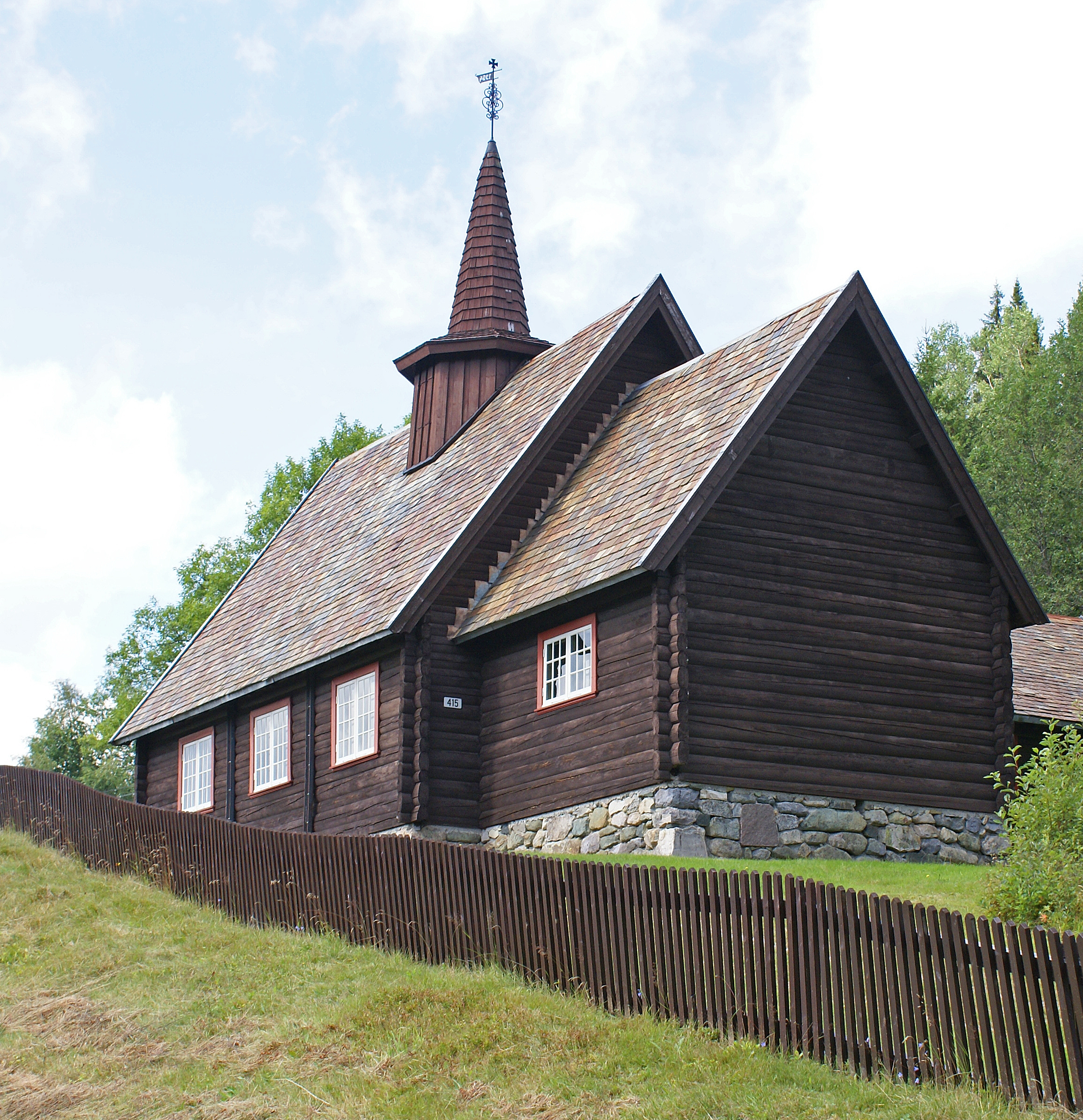
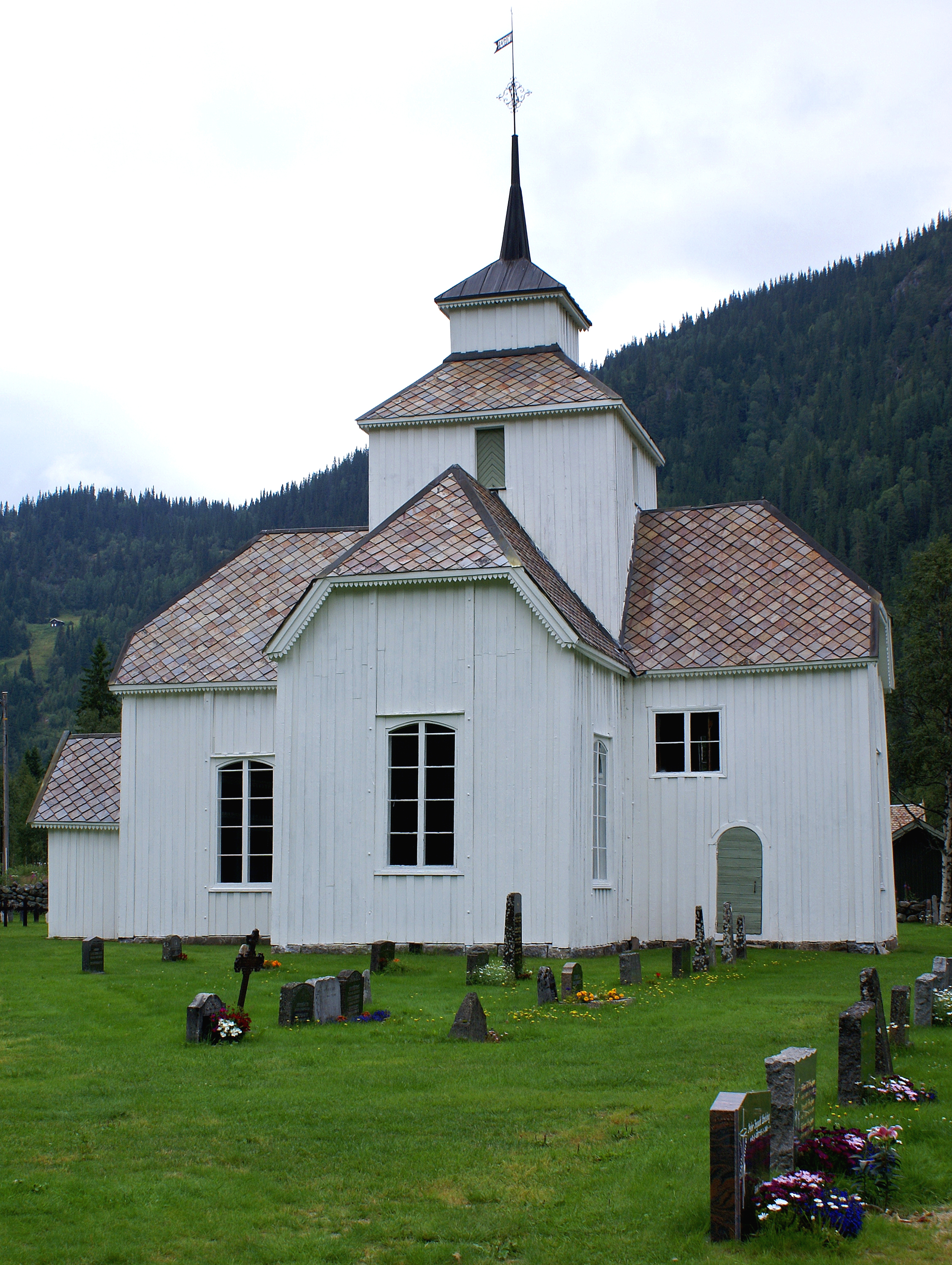
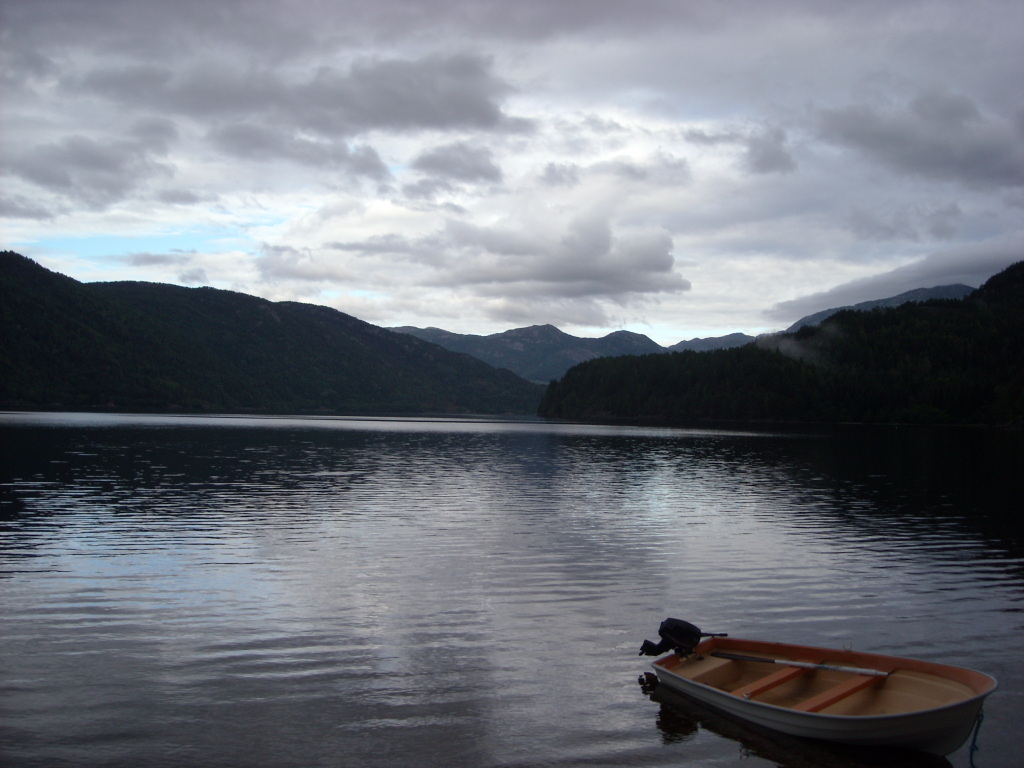
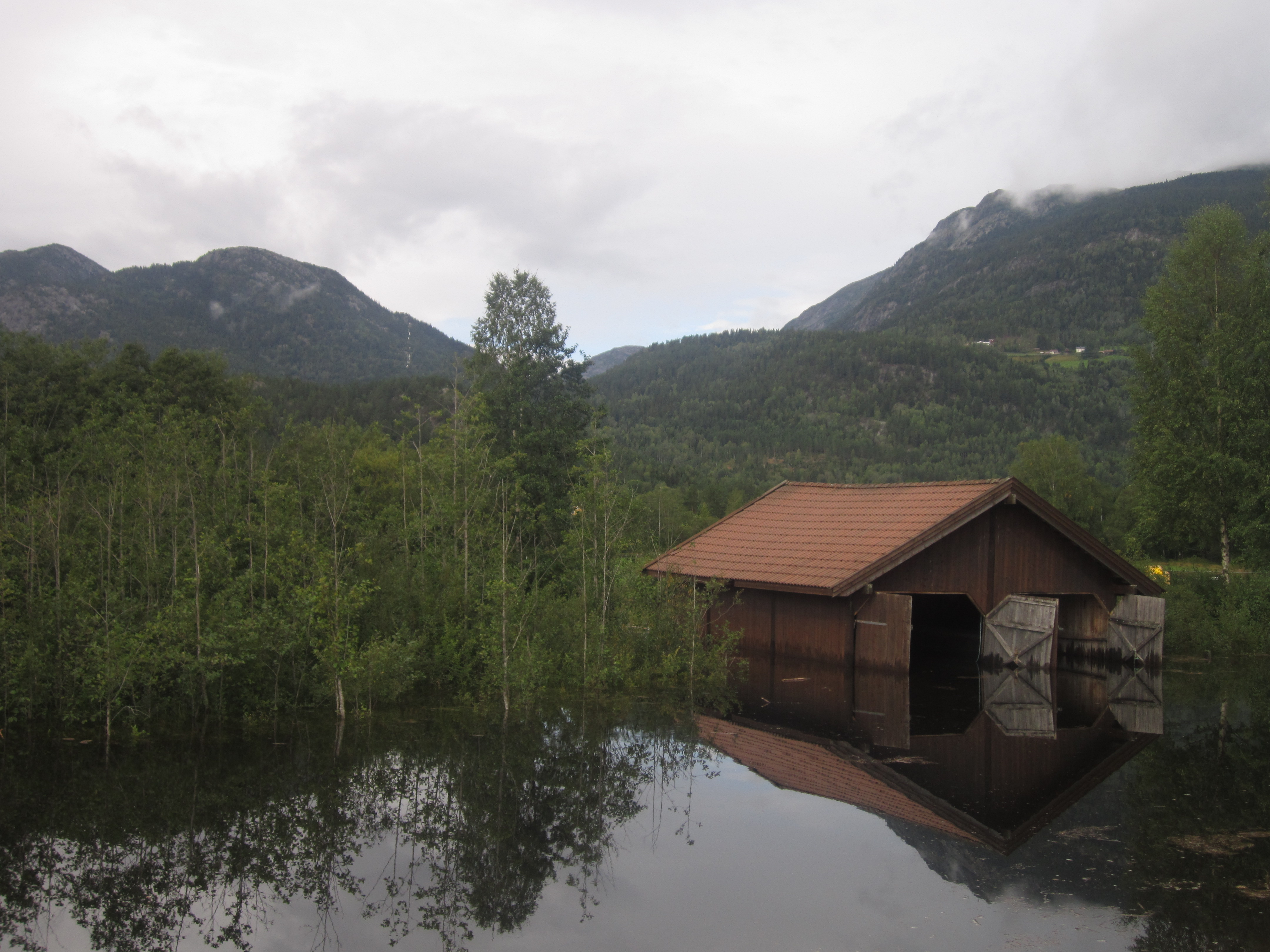